# Argentière

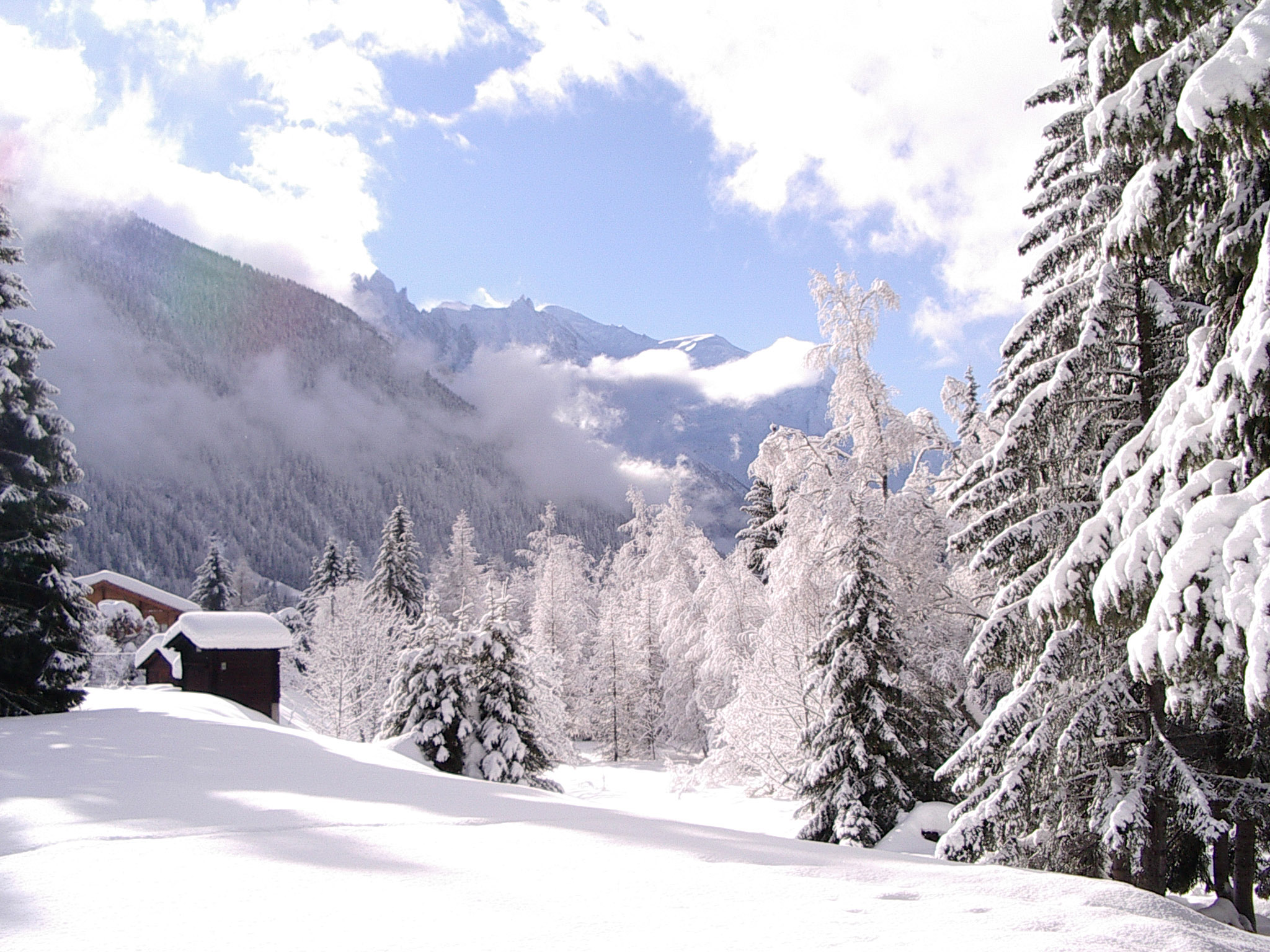
Panorama ripreso da uno chalet di Argentière.

Argentière è un villaggio francese situato nel dipartimento dell'Alta Savoia. Collocato a circa 1.200 m s.l.m. è parte del comune di Chamonix-Mont-Blanc.
È una stazione di sport invernali del comprensorio sciistico dei Grands Montets, sede ogni anno di prove di Coppa del Mondo di sci alpino maschile. In estate vi sono molti escursionisti soprattutto nel percorso del Giro del Monte Bianco.
Argentière è collegata al comune di Vallorcine ed alla Svizzera attraverso il colle des Montets.
Ha una stazione ferroviaria sulla Ferrovia Martigny-Le Chatelard-Saint Gervais che lo collega con i centri vicini e con Martigny in Svizzera, Chamonix e Saint Gervais-le-Bains.
Il villaggio è dominato dal Ghiacciaio d'Argentiere.